# Чолчешть
Чолчешть, Чолчешті (рум. Ciolcești) — село у повіті Арджеш в Румунії. Входить до складу комуни Леордень.
Село розташоване на відстані 81 км на північний захід від Бухареста, 27 км на схід від Пітешть, 121 км на північний схід від Крайови, 100 км на південь від Брашова.

## Населення
За даними перепису населення 2002 року у селі проживали 157 осіб, усі — румуни. Усі жителі села рідною мовою назвали румунську.